# The Man from Bitter Ridge
The Man from Bitter Ridge is een Amerikaanse western uit 1955 onder regie van Jack Arnold. In Nederland werd de film destijds uitgebracht onder de titel Heersers der vallei.

## Verhaal
Het stadje Tomahawk wordt geteisterd door een reeks moorden. De onderzoeker Jeff Carr gaat op zoek naar de dader. De inwoners verdenken de schapenfokker Alec Black, maar Jeff heeft al vlug in de gaten dat hij onschuldig is. De twee mannen worden zelfs vrienden, hoewel ze allebei verliefd zijn op Holly Kenton.

## Rolverdeling
| Acteur          | Personage      |
| --------------- | -------------- |
| Lex Barker      | Jeff Carr      |
| Mara Corday     | Holly Kenton   |
| Stephen McNally | Alec Black     |
| John Dehner     | Ranse Jackman  |
| Trevor Bardette | Walter Dunham  |
| Ray Teal        | Shep Bascom    |
| Warren Stevens  | Linc Jackman   |
| Myron Healey    | Clem Jackman   |
| John Harmon     | Norman Roberts |
| John Cliff      | Wolf Landers   |
| Richard Garland | Jace Gordon    |